# Pierre Dobbelmann
Petrus Theodorus Hubertus Maria (Pierre) Dobbelmann (Nijmegen, 19 juni 1862 - Nijmegen, 25 augustus 1934) was een Nederlands politicus.
Dobbelmann was een Nijmeegse zeepfabrikant, die net als zijn vader Frans Dobbelmann politiek actief was. Hij was een sociaal voelende ondernemer die het socialisme wilde indammen door oog te hebben voor de belangen van de werknemers. Hij keerde zich als Eerste Kamerlid wel met enkele andere katholieke ondernemers tegen de Arbeidsgeschillenwet. Hij was een van de drie katholieke leden die vanwege hun verzet tegen de nieuwe Pachtwet in 1932 van de kandidatenlijst werden afgevoerd.
Hij was de vader van kunstenaar Theo Dobbelman.